# Ponte di barche sull'Ellesponto

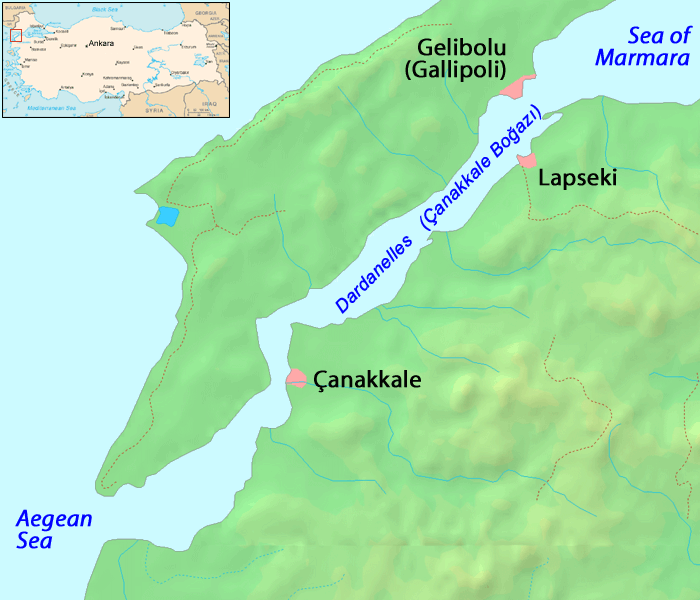
Lo stretto dei Dardanelli.

Il ponte di barche sull'Ellesponto fu un'opera di ingegneria bellica e nautica realizzata da Serse I di Persia nel corso delle Guerre persiane, per la precisione nella seconda spedizione mossa contro la Grecia.

## Il ponte sullo stretto
L'opera progettata consisteva in un ponte di barche che doveva unire le due rive dell'Ellesponto, in prossimità della città di Abido, in un punto in cui il tratto di mare si restringeva a sette stadi (circa 1200 metri).
La sua costruzione fu voluta da Serse in persona, andando contro il consiglio fornitogli dal suo visir Artabano, che lo riteneva, al contrario, un possibile punto di debolezza della spedizione, facile bersaglio di attacchi e sabotaggi nemici.
La realizzazione, affidata a ingegneri egiziani e fenici, era collegata a quella di un'opera ingegneristica ancor più rilevante cui il re persiano pose mano nello stesso periodo: la costruzione di un canale navigabile che tagliasse l'istmo di Monte Athos.

La motivazione precisa alla base di una simile opera non è chiara. Probabilmente Serse voleva realizzare qualcosa che conferisse prestigio ed incutesse timore grazie a uno scenografico passaggio del grande esercito imperiale.

## Il primo sfortunato tentativo
Il primo tentativo fu vanificato da una tempesta: forse a causa di alcune negligenze, il ponte di barche fu distrutto dalla violenza del mare proprio quando i lavori erano ormai quasi giunti al termine. L'ira di Serse si abbatté allora con durezza sui responsabili della costruzione che furono condannati alla decapitazione.
Il Gran Re volle addirittura punire formalmente il mare con la flagellazione. Il curioso episodio della flagellazione dell'Ellesponto è stato tramandato da Erodoto.

## Il secondo ponte
Il ponte venne comunque realizzato immediatamente dopo, da altri ingegneri che, come presumibile, posero in atto maggiori cautele e accortezze. Essi procedettero nel seguente modo.
Per la costruzione richiesero l'utilizzo di 674 navi, triremi e pentecontere, solo una parte dell'enorme flotta persiana, tenute insieme da gomene realizzate da fibre di lino bianco e papiro fornite da fenici ed egiziani. Le navi, divise in due gruppi da 314 e 360, andarono a formare due bracci obliqui, disposti però in modo da assecondare la corrente . In questo modo la stessa corrente contribuiva a tenere in tensione le funi, assicurate alla terraferma per mezzo di argani di legno. Le funi ora, a differenza di quanto fatto precedentemente, furono impiegate in maniera promiscua: per ogni ponte due erano di lino e quattro di papiro. Il loro spessore era uguale ma quelle di lino erano più pesanti: un talento per cubito.
Vennero gettate enormi ancore, per resistere ai venti al largo dello stretto e verso Ovest e l'Egeo ai venti di Noto e di Zefiro.
 
Quindi vennero serrati gli argani e sulle corde tese furono posati dei tronchi trasversali, ben allineati e fissati tra loro. Tutto il transito fu accuratamente coperto prima di fascine e poi di terra uniformemente pressata. Sui bordi fu alzato uno steccato, perché gli animali non avessero timore del mare in basso.

Tra le pentecontere furono lasciati alcuni varchi per consentire il passaggio di imbarcazioni più piccole.

## Il trionfale attraversamento
Erodoto descrive l'attraversamento del ponte come un'incredibile parata scenografica, durata sette giorni e sette notti, senza interruzione ed accompagnata da oscuri presagi (un'eclisse di sole, una cavalla che dà alla luce una lepre, la nascita di un mulo ermafrodito) e da complessi rituali. Tra questi: implorazioni al sole, l'offerta di libagioni, la combustione di incensi vari e rami di mirto e l'offerta in mare di un cratere d'oro, della coppa d'oro utilizzata per la libagione e di una spada persiana del tipo detto acinace.

Questi ultimi gesti offertori, apparentemente rivolti al mare più che al sole, potrebbero lasciar intendere, secondo l'allusione di Erodoto, ad una sorta di rito riparatorio messo in atto da un re tardivamente pentito.